# 瓢箪山古墳 (函南町)
瓢箪山古墳（ひょうたんやまこふん）は静岡県田方郡函南町平井字久保にある古墳。2016年（平成28年）から2018年（平成30年）にかけ筑波大学の調査団が実施した調査で、推定全長87メートルの伊豆半島最大級の前方後円墳と報告された。年代は古墳時代前期（4世紀）とされている。

## 概要
JR函南駅の南南西2キロメートルの山中にある。この地に前方後円墳が存在すると言及した地誌類は古くからあり、1918年（大正7年）の『静岡県田方郡誌』や1930年（昭和5年）の『静岡縣史』、1969年（昭和44年）の『平井誌』に記載がある。『静岡県田方郡誌』には、瓢箪山古墳から土器と鏡が出土したと記されている。しかしほかに確実な裏付けや情報に乏しかったため、前方後円墳としての断定が見送られ、2001年（平成13年）に静岡県教育委員会がまとめた県内前方後円墳の総括本『静岡県の前方後円墳』にも掲載されることはなかった。
しかしその後、高尾山古墳（沼津市）の発見や、向山古墳群（三島市）16号墳の発見などがあり、古墳時代初期に造られた巨大古墳が駿東・伊豆半島北部にも存在することが注目されるようになった。さらに伊豆半島ジオパーク構想に関連して行われた航空レーザー測量で、伊豆・箱根付近の精密な地形図（赤色立体地図）が作成されると、瓢箪山古墳の地点に見事な前方後円形の土山が浮き出たことで、俄に再注目されるようになった。
2016年（平成28年）・2017年（平成29年）・2018年（平成30年）の3カ年計画で、筑波大学（准教授・滝沢誠）が墳丘の測量調査と墳裾の試掘調査を実施した結果、後円部の一部は破壊されているが、推定全長87メートルの前方後円墳と判断された。これは伊豆半島地域において、古墳時代全時期を通じて最大規模の古墳である。
埋葬施設は未調査で、後円部頂にて枌石（へぎいし：板石）が見付かったことから竪穴式石室の存在が想定されたが、地中レーダー探査の結果石室は見つからず、かわりに粘土の塊がいくつか見つかり粘土槨である可能性が出てきた。
測量調査で得られた数値・測量図により、後円部に対する前方部の低さなどの形態的な特徴から古墳時代前期の築造と推定されているが、墳丘裾で行われた試掘調査では、古墳時代の土師器や須恵器あるいは埴輪と言った、年代の手懸かりとなる当時の遺物が一切見つからず、築造年代が特定出来ないと言った課題が残っている。しかし、古墳時代前期に、伊豆半島の基部を横断する交通路に面した位置に築造された、重要な巨大古墳として注目されている。